# Reflection (álbum de Fifth Harmony)
Reflection es el primer álbum de estudio del grupo estadounidense Fifth Harmony. El álbum fue lanzado el 30 de enero de 2015 a través de los sellos Syco Music y Epic Records. El primer sencillo del álbum, «BO$$», fue publicado el 7 de julio de 2014. El segundo sencillo fue publicado el 28 de octubre de 2014 bajo el título de «Sledgehammer». El tercero, «Worth It», fue lanzado el 3 de marzo de 2015, y alcanzó su punto máximo con el puesto 12 en el Billboard Hot 100. Sus tres primeros singles fueron certificados platinos por la Asociación de la Industria Discográfica de Estados Unidos (RIAA) por la venta de 1.000.000 copias cada uno, sin embargo «Worth It» más adelante logró la certificación de triple platino por vender 3.000.000 de copias en los Estados Unidos.

## Antecedentes
Después de quedar en tercer lugar en la segunda temporada del reality show americano The X Factor USA y publicar un álbum EP debut titulado Better Together (2013), Fifth Harmony anunció que estaría lanzado un álbum completo en otoño de 2014. El álbum contaría con el productor y compositor multiplatino, Julian Bunettaen, Stargate, Dr. Luke y la producción ejecutiva estaría a cargo de Syco Music y Epic Records.
Durante las sesiones de grabación, el grupo declaró que el álbum será señal de un sonido más maduro para el grupo, y con el contenido de las letras y la producción, es menos pop que Better Together. Durante las etapas de votación para los MTV Video Music Awards 2014 donde Fifth Harmony fue nominado en la categoría de "Artist to Watch", se pidió a los fans votar por el grupo un cierto número de veces para ayudar a desbloquear la carátula del álbum. El título y la carátula del álbum se dieron a conocer en sitio web oficial del grupo el 12 de agosto de 2014. Después de recibir la crítica negativa de los fanáticos, el grupo reveló una nueva portada del álbum el 23 de agosto de 2014.

## Sencillos
- «BO$$»: Fue publicado como el primer sencillo del álbum el 7 de julio de 2014, y el vídeo musical fue publicado un día después en Vevo.[8][9] La canción debutó en el #43 en el Hot 100 de Billboard con 75 000 copias vendidas en su primera semana de lanzamiento, convirtiéndose en la mejor venta semanal del grupo así como la canción más alta en los charts. En el mes de junio del 2015 logró una certificación por parte de la RIAA convirtiéndose en platino.

- «Sledgehammer»: Fue publicado como el segundo sencillo del álbum en octubre del 2014, y el 28 de octubre fue publicado el audio en Vevo, el audio se puede comprar por iTunes, Play Store y otros. El 25 de noviembre se publicó el vídeo en Vevo. De forma simultánea al single Bo$$, logró la certificación platino N°3 para la banda en junio del 2015.

- «Worth It»: Fue publicado como el tercer sencillo del álbum en enero del 2015, y el 19 de enero fue publicado el audio en Vevo. La canción cuenta con la colaboración de Kid Ink. El 28 de marzo de 2015 se publicó el vídeo en Vevo. La canción alcanzó el puesto número 12 en el Billboard Hot 100, convirtiéndose en la mejor posición alcanzada por el grupo. En el mes de julio, la canción pasó a ser platino siendo el primer single platino para la banda. En diciembre de 2015 se anuncia que el single consigue vender 3 000 000 siendo así triple platino.

## Promoción
Después de lanzar «BO$$», el grupo debutó otra canción del álbum, «We Know», luego de sesiones con Idolator y Billboard. Ellas interpretaron varias canciones del álbum antes de su lanzamiento durante el tour de Austin Mahone, como acto de apertura en el verano del 2014. Las nuevas canciones incluyendo «Reflection», «Over», «We Know» y «Going Nowhere».

### Gira
Para continuar con la promoción del álbum, el grupo se embarcó solo en una gira: "Reflection Tour", con la que Fifth Harmony visitó Estados Unidos y Canadá. Cuando el tour terminó se anunció que se haría otra segunda parte llamada Reflection: The Summer Tour, en la que pasaba por Estados Unidos y Las Bahamas, finalizando este mismo se agregó la tercera y última parte, el "European Reflection Tour" que pasaba por países como España, Francia, Alemania, Reino Unido y Países Bajos.

## Recepción de la crítica
Reflection recibió críticas generalmente positivas por parte de los críticos musicales. En Metacritic, que asigna una calificación normalizada de 100 según los comentarios de los críticos, el álbum recibió una puntuación media de 78 basada en seis comentarios, lo que indica críticas generalmente favorables. Escritor de TIME, Jamieson Cox afirma en una opinión positiva de que el grupo es "ágil, y tienen la comprensión intuitiva de cómo son sus diferencias en la textura vocal y rango, y como pueden impactar sus canciones mediante la introducción de la sorpresa y la tensión." Él continúa diciendo que: "Reflection es ciertamente agradable en un nivel puramente musical, pero la perspectiva y la positividad de Fith Harmony es a menudo aún más emocionante." Matt Collar, de Allmusic, le dio al álbum cuatro de cinco estrellas diciendo que "es una producción pulida mostrando múltiples enfoques de voz del grupo de género R&B contemporáneo." Se toma nota de la diversidad de géneros musicales, "de la música de baile electrónica infundido a synthy, rítmicamente bumptious hip-hop, a retro de los años 90 del R&B", aunque agregó que "es en gran medida un producto pop inteligente del momento".
Brittany Spanos, de Rolling Stone, le dio al álbum tres estrellas y medias de cinco, llamando a las letras "infecciosas" y la canción "Like Mariah" señalándola como destacada. Jason Lipshutz, de Billboard, le dio al álbum cuatro de cinco estrellas diciendo que "la mayoría de las canciones del álbum las representan. "Añade que el grupo muestra "que son capaces de pulir el synth-pop, grunge hip-hop y el aleteo de R&B, este último claramente en deuda con los grupos de chicas de los años 90". Lipshutz también compara el mensaje del grupo con Rihanna, Nicki Minaj y Katy Perry, y señaló que "la mitad de reflection es básicamente una constitución misándrica, con las damas de Fifth Harmony sacudiéndose en "Suga Mama","We Know" y "Going Nowhere". Escritor de Spin, Brennan Carley da una calificación siete de diez, y llama al álbum "cohesionado y moderno" y "divertido, consciente de sí mismo." Se pone de relieve la labor de Meghan Trainor diciendo que "su composición de canciones es para sentirse bien y los atascos de empoderamiento femenino proporcionan algunos de los puntos más altos de Reflection."

## Rendimiento comercial
Después de una semana llena de ventas, Reflection entró en los EE. UU. en la lista Billboard 200 en el número cinco con 80 000 unidades combinadas (con 62 000 procedentes de las ventas de álbumes físicos). Esto dio a Fifth Harmony las ventas más altas en primera semana de cualquier grupo de mujeres desde las Pussycat Dolls en 2008 con Doll Domination, así como las ventas más altas en primera semana de un álbum debut estadounidense de acto de televisión desde 2012. También debutó en el número uno en la lista de álbumes Billboard digital, convirtiéndose en el primer grupo de mujeres al inicio su carrera en alcanzar el número uno de la lista de álbumes digitales. A partir del 18 de junio de 2015 Sony Music Brasil ha declarado que Fifth Harmony ha vendido más de 30 000 unidades del álbum "Reflection" en Brasil logrando la certificación de oro.

## Lista de canciones
| Reflection - Standard Edition |                          | |                                |          |  |
| N.º                           | Título                   | Escritor(es)                                                                                                  | Productor(es)                  | Duración |  |
| 1.                            | «Top Down»               | Ally Brooke Joy Deb Anton Malmberg Hård af Segerstad Maurice “Verse” Simmonds                                 | The Family                     | 3:40     |  |
| 2.                            | «BO$$»                   | Normani Kordei Joe Spargur Eric Frederic Daniel Kyriakides Gamal "Lunchmoney" Lewis Jacob Kasher Taylor Parks | Daylight Joe London Ricky Reed | 2:51     |  |
| 3.                            | «Sledgehammer»           | Camila Cabello Meghan Trainor Sean Douglas Jonas Jeberg                                                       | Jeberg Harvey Mason, Jr.       | 3:50     |  |
| 4.                            | «Worth It (con Kid Ink)» | Normani Kordei Priscilla Renea Stargate Ori Kaplan                                                            | Stargate Ori Kaplan            | 3:44     |  |
| 5.                            | «This Is How We Roll»    | Dinah Jane Theron Thomas Dr. Luke Cirkut                                                                      | Dr. Luke Cirkut                | 4:32     |  |
| 6.                            | «Everlasting Love»       | Dinah Jane Lauren Jauregui Victoria Monet Shane Stevens                                                       | Tommy Brown Travis Sayles      | 3:04     |  |
| 7.                            | «Like Mariah (con Tyga)» | Normani Kordei Justin Tranter Manuel Seal Raja Kumari J. R. Rotem Tyga Mariah Carey Jermaine Dupri            | J. R. Rotem                    | 3:28     |  |
| 8.                            | «Them Girls Be Like»     | Lauren Jauregui James Abrahart Victoria Monet Tinashe Sibanda Emily Warren Brit Burton                        | T-Collar Benjamin Rice         | 2:42     |  |
| 9.                            | «Reflection»             | Lauren Jauregui Dinah Jane Jacob Kasher Julian Bunetta Monet                                                  | Julian Bunetta                 | 3:08     |  |
| 10.                           | «Suga Mama»              | Ally Brooke Meghan Trainor Chris "Flict" Apparri                                                              | Flict                          | 3:39     |  |
| 11.                           | «We Know»                | Lauren Jauregui Monet Kyle “K2” Stewart II                                                                    | Tommy Brown                    | 2:57     |  |
| 37:35                         |                          | |                                |          |  |

| Reflection - Deluxe Edition |                                                 |                                                                                     |                                 |          |  |
| N.º                         | Título                                          | Escritor(es)                                                                        | Productor(es)                   | Duración |  |
| 12.                         | «Going Nowhere»                                 | Lauren Jauregui Renea Breana Marin Andre Merritt Flict                              | Merritt Flict Marin Parks Renea | 3:34     |  |
| 13.                         | «Body Rock»                                     | Lauren Jauregui Harmony Samuels Thomas John DeNicola Donald Markowitz Frank Previte | Samuels                         | 4:03     |  |
| 14.                         | «Brave, Honest, Beautiful (con Meghan Trainor)» | Ally Brooke Meghan Trainor                                                          | Meghan Trainor Flict Parks      | 3:28     |  |
| 48:40                       |                                                 |                                                                                     |                                 |          |  |

| Reflection - Japan Deluxe Edition |                                      |              |               |          |  |
| N.º                               | Título                               | Escritor(es) | Productor(es) | Duración |  |
| 15.                               | «Don’t Wanna Dance Alone»            |              |               |          |  |
| 16.                               | «Miss Movin’ On»                     |              |               |          |  |
| 17.                               | «Better Together»                    |              |               |          |  |
| 18.                               | «Who Are You»                        |              |               |          |  |
| 19.                               | «Leave My Heart out of This»         |              |               |          |  |
| 20.                               | «Me & My Girls»                      |              |               |          |  |
| 21.                               | «I’m in Love with a Monster»         |              |               |          |  |
| 22.                               | «Miss Movin’ On (Papercha$er Remix)» |              |               |          |  |
| 1:17:56                           |                                      |              |               |          |  |

## Posicionamiento en listas
| País           | Lista                    | Mejor posición |
| -------------- | ------------------------ | -------------- |
| Australia      | Australian Albums Chart  | 16             |
| Bélgica        | Ultratop (Flanders)      | 53             |
| Bélgica        | Ultratop (Wallonia)      | 124            |
| Brasil         | Brazil Albums            | 7              |
| Canadá         | Canadian Albums Chart    | 8              |
| España         | Spanish Albums Chart     | 9              |
| Estados Unidos | Billboard 200            | 5              |
| Estados Unidos | Digital Albums           | 1              |
| Finlandia      | Finnish Albums Chart     | 45             |
| Irlanda        | Irish Albums Chart       | 23             |
| México         | AMPROFON                 | 29             |
| Noruega        | Norwegian Albums Chart   | 24             |
| Nueva Zelanda  | New Zealand Albums Chart | 8              |
| Países Bajos   | Dutch Albums Chart       | 28             |
| Portugal       | Portuguese Albums Chart  | 30             |
| Reino Unido    | "UK's Official Charts"   | 18             |
| Suecia         | Swedish Albums Chart     | 26             |
| Suiza          | Swiss Albums Chart       | 69             |

## Certificaciones
| País             | Organismo certificador | Certificación | Simbolización | Ventas  | Ref.   |
| ---------------- | ---------------------- | ------------- | ------------- | ------- | ------ |
| Brasil           | Pro-Música Brasil      | 2x Platino    | 3▲            | 120 000 | [ 29 ] |
| Canadá           | CRIA                   | Oro           | ●             | 40 000  | [ 46 ] |
| Estados Unidos   | RIAA                   | Platino       | ▲             | 1 000   | [ 47 ] |
| Filipinas        | PARI                   | Platino       | ▲             | 15 000  | [ 48 ] |
| Indonesia        | IFPI - Indonesia       | Platino       | ▲             | 10 000  | [ 49 ] |
| México           | AMPROFON               | Platino       | ▲             | 60,000  | [ 50 ] |
| Taiwán           | RIT                    | Oro           | ●             | 5000    | [ 51 ] |
| 🇳🇿 Nueva Zelanda | RIANZ                  | Oro           |               | 7 500   |        |

## Historial del lanzamiento
| País           | Fecha                | Formato              | Sello discográfico |
| -------------- | -------------------- | -------------------- | ------------------ |
| Países Bajos   | 30 de enero de 2015  | CD, Descarga digital | Epic Records       |
| Canadá         | 3 de febrero de 2015 | CD, Descarga digital | Epic Records       |
| Estados Unidos | 3 de febrero de 2015 | CD, Descarga digital | Epic Records       |
| México         | 3 de febrero de 2015 | CD, Descarga digital | Epic Records       |
| Reino Unido    | 10 de julio de 2015  | CD, Descarga digital | Epic Records       |
| Japón          | 27 de enero de 2016  | CD, Descarga digital | Epic Records       |